# Людовик X
Людовик X Сварливый (фр. Louis X le Hutin, или le Querelleur; 4 октября 1289 — 5 июня 1316) — король Наварры и граф Шампани и Бри с 1305 года (самостоятельно с 1307 года), король Франции с 1314 года. Сын Филиппа IV Красивого. В 1305 году Людовик унаследовал от своей матери, Жанны Наваррской, Шампань и Наварру

## Биография
Людовик был старшим из сыновей короля Франции Филиппа IV Красивого и королевы Наварры и графини Шампани Жанны I. После смерти матери в 1305 году Людовик унаследовал её владения — графство Шампань и Наварру. Поскольку ему было 16 лет, он считался несовершеннолетним, поэтому управление этими владениями остались в руках его отца, короля Франции Филиппа IV, что вызвало недовольство наваррцев. В итоге в сентябре 1307 года Людовик приехал в Наварру, где и был коронован 1 октября, получив титул короля Наварры и графа Шампани и Бри.
Людовик X был слабохарактерным. Он не смог продолжить политику своего отца Филиппа IV по созданию абсолютной монархии. Делами управлял его дядя, Карл Валуа, помощники и советники Филиппа IV были удалены, некоторые преданы суду. Король казнил 30 апреля 1315 года первого советника своего отца Ангеррана де Мариньи. Людовик X обещал восстановить ленные и судебные права феодальных владельцев, чеканить вместо низкопробной ту же монету, какая была при его прадеде Людовике IX, уменьшить влияние легистов и королевской администрации. Но Людовику не удалось восстановить «добрые обычаи времён Св. Людовика» (фр. les bonnes coutumes du temps de Saint Louis).
Постоянно нуждаясь в деньгах, Людовик X вынужден был искать поддержку у горожан, настроенных против феодалов. Исключительно финансовыми соображениями объясняется знаменитый ордонанс Людовика X (1315), в котором он, уничтожая крепостное право в своих доменах, предлагает другим сеньорам последовать его примеру и заявляет, что во Франции никто не должен быть сервом (фр. au pays de Francs nul ne doit être serf). Продолжая начатую его отцом борьбу с Фландрией, Людовик намеревался покорить фландрские города, но поход окончился неудачей. По-видимому, всем начинаниям этого короля суждено было потерпеть фиаско.
Людовик был женат на Маргарите (1290—1315), дочери Роберта II, герцога Бургундии, внучке Людовика Святого и своей двоюродной тётке. Уличённая в супружеской измене, Маргарита была осуждена королевским судом своего свёкра Филиппа IV Красивого на пожизненное заключение. По канонам католической церкви прелюбодеяние не являлось основанием для расторжения брака и, таким образом, Людовик, даже став королём, был по-прежнему связан узами брака с находящейся в заточении нелюбимой женой. Ходили упорные слухи, что смерть Маргариты Бургундской в 1315 году в тюрьме Шато-Гайар была не только насильственной, но и напрямую одобренной Людовиком.
Освободившись от Маргариты, король тут же вступил во второй брак с Клеменцией Венгерской, неаполитанской принцессой. От первого брака оставил дочь Жанну; после его смерти родился сын, Жан I Посмертный, который умер, прожив всего пять дней. Бытовало мнение, что к смерти новорождённого приложила руку графиня Маго Артуа с целью возвести на трон своего зятя и дочь, но эта версия не имеет доказательств.
Вскоре после женитьбы на Клеменции Людовик совершил неудачный поход во Фландрию. По возвращении он занемог лихорадкой и умер ещё очень молодым человеком.
Младшие братья Людовика X («про́клятые короли» Филипп V Длинный и Карл IV) также не оставили мужского потомства, что вызвало пресечение старшей линии Капетингов, воцарение династии Валуа и стало  поводом для начала Столетней войны.
Дочь Людовика X от первого брака Жанна II (1312—1349), отстранённая от французской короны, была тем не менее признана наследницей владений своей бабушки Жанны I, королевы Наварры и графини Шампани. На деле Шампань была разделена на менее значительные графства, а королевой Наварры Жанна стала только в 1328 году. Её потомки от брака с Филиппом д’Эврё (1306—1343) правили Наваррой до 1441 года.
До первого брака у Людовика была внебрачная дочь по имени Эделина (1305—1380) от простой прачки, ставшая впоследствии монахиней, затем настоятельницей монастыря Кордельеров в Париже.

## Людовик X в популярной культуре
- Персонаж пятиактной драмы Фредерика Гайярде и Александра Дюма «Нельская башня».
- Людовик X является одним из героев цикла исторических романов «Проклятые короли» французского писателя Мориса Дрюона.

Кинематограф
- Мишель Буке в фильме «Нельская башня» (1955)
- Жорж Сер в мини-сериале «Проклятые короли» (1972)
- Гийом Депардьё в мини-сериале «Проклятые короли» (2005)
- Том Форбс в сериале «Падение Ордена» (2017)